# Pantheeramkavu
Pantheeramkavu è una suddivisione dell'India, classificata come census town, di 24.495 abitanti, situata nel distretto di Kozhikode, nello stato federato del Kerala. In base al numero di abitanti la città rientra nella classe III (da 20.000 a 49.999 persone).

## Geografia fisica
La città è situata a 11° 19' 37 N e 75° 53' 26 E.

## Società

### Evoluzione demografica
Al censimento del 2001 la popolazione di Pantheeramkavu assommava a 24.495 persone, delle quali 12.164 maschi e 12.331 femmine. I bambini di età inferiore o uguale ai sei anni assommavano a 2.790, dei quali 1.449 maschi e 1.341 femmine. Infine, coloro che erano in grado di saper almeno leggere e scrivere erano 20.584, dei quali 10.509 maschi e 10.075 femmine.